# Politikåret 1998

## Händelser

### Januari
- 1 januari
  - Tjeckien får en ny regering, ledd av partipolitiskt obundne förre centralbankschefen Josef Tosovsky.[1]
  - Premiär för Sveriges nya svårförfalskade EU-pass.[1]
  - I Sverige skapas Västra Götalands län genom att man skrotar och slås samman de övre 300 år gamla Göteborgs och Bohus län, Skaraborgs län och Älvsborgs län.[1]
- 4 januari - Israels utrikesminister David Levy avgår i protest ur koalitionsregeringen. Han anklagar Benjamin Netanyahu för att strunta i arbetslösheten och för att förhandla fredsprocessen med palestinierna.[1]
- 6 januari - En kurdisk flyktingvåg till framför allt södra Italien oroar EU. Tyskland anklagar Italien för att slarva i gränsbevakningen i vetskap att flyktingarnas slutmål ändå är mellersta och norra Europa.[1]
- 8 januari - Svenska missionärerna Daniel och Paulina kidnappas av okända män i Dagestan.[1]
- 9 januari - Efter fyra års förhandlingar enas fem partier, bland dem Sveriges socialdemokratiska arbetareparti och Moderata samlingspartiet, att från 1999 ersätta ATP med ett nytt pensionssystem för den som är född 1938 eller senare.[1]
- 12 januari - I Paris skriver 19 av Europarådets 40 medlemsstater på ett tilläggsdokument i konventionen om biomedicin, där människokloning förbjuds.[1]
- 13 januari - Irak stoppar FN:s vapeninspektörer ledda av amerikanen Scott Ritter.[1]
- 14 januari
  - Israels regering beslutar överta kontrollen över större delen av Västbanken, vilket reducerar det palestinska självstyret till vad som beskrivs som "små kringrända getton".[1]
  - Sölve Conradsson döms till ett och ett halvt års fängelse för trolöshet mot huvudman samt till att betala skadestånd på drygt 790 000 SEK till Motala kommun, medan förre kommunalrådet Håkan Carlsson får fängelse i fyra månader.[1]
- 15 januari - Kroatien återfår kontrollen över Östslavonien, som erövrades av serber 1991 och sedan två år tillbaka administrerats av FN.[1]
- 16 januari - Turkiet författningsdomstol förbjuder islamiska Välfärdspartiet som anses hota det sekulariserade statsskicket, och ledaren Necmettin Erbakan stängs av från all politisk verksamhet i fem år.[1]
- 17 januari - USA:s president Bill Clinton tvingas bakom lyckta dörrar under ed besvara frågor om att han skall ha sextrakasserat Monica Lewinsky 1991.[1]
- 18 januari
  - Partipolitiskt obundne Milorad Dodik, som tidigare sagt att han tänker följa Daytonavtalet, väljs vid omröstning av Bosnienserbernas parlament till ny premiärminister.[1]
  - Mona Sahlin väljs till ny chef för SSU:s förbundsskola Bommersvik.[1]
- 20 januari - Franske förre filmstjärnan Brigitte Bardot döms av en domstol i Paris att böta 26 000 SEK för "hets mot folkgrupp" för att ha beskrivit muslimer som "maniska halsskärare".[1]
- 21 januari
  - Johannes Paulus II blir romersk-katolska kyrkans förste påve att besöka Kuba under socialismen, då han inleder ett fem dagars statsbesök och tas på José Marti-flygplatsen emot av Fidel Castro.[1]
  - USA:s president Bill Clinton avfärdar sexanklagelser mot Monica Lewinsky.[1]
- 27 januari - Norges förre statsminister Gro Harlem Brundtland utses till ny chef för WHO.[1]
- 28 januari - En domstol i Indien finner 13 lankesiska och 13 indiska medborgare, vilka har anknytning till LTTE, skyldiga till anstiftan av mordet på förre premiärministern Rajiv Gandhi 1991.[1]

### Februari
- 3 februari - USA avrättar 38-årige Karla Faye Tucker, dömd för mord 1983, med giftinjektion i Huntsvillefängelset trots vädjan från romersk-katolska kyrkan påve och andra religiösa samt världsliga ledare runtom i världen.[1]
- 6 februari - Stockholms finansborgarråd Mats Hulth (s), klipper sönder sina kontokort inför pressen då det avslöjats att han systematiskt misskött representationen.[1]
- 9 februari - Georgiens president Eduard Sjevardnadze klarar sig från ett attentat i Tbilisi, men en livvakt dödas och två andra skadas allvarligt.[1]
- 10 februari - Sveriges statsminister Göran Persson tar avstånd från Stockholms finansborgarråd Mats Hulths (s), representation och säger att "affären Hulth skadar det socialdemokratiska partiet".[1]
- 11 februari - Perus högsta domstol beslutar att president Alberto Fujimori får väljas om en tredje period. Oppositionen hävdar att omval strider mot Perus konstitution.[1]
- 14 februari - En undersökning gjord av SOM-institutet vid Göteborgs universitet visar att motståndet mot Sveriges invandrings- och flyktingpolitik är störst bland moderata väljare, med där 68% vill att Sverige tar emot allt färre flyktingar, bland socialdemokrater är motsvarande siffra 53%, medan den bland övriga väljargrupper är i minoritet.[1]
- 15 februari - Med 50,8% återväljs Glafkos Klerides som grekcyprioternas president.[1]
- 19 februari - Fyra  FN-observatörer i Georgien kidnappas av ett 20-tal anhängare till avlidne förre presidenten Zviad Gamsachurdia. Kidnapparna, av vilka några deltog i attentatet mot Eduard Sjevardnadze, hotar att döda gisslan om inte de georgiska säkerhetsstyrkorna i området byts ut mot FN-personal.[1]
- 20 februari - FN:s generalsekreterare Kofi Annan anländer till Bagdad för att nå en fredlig lösning med Irak om vapeninspektionerna.[1]
- 22 februari
  - FN:s generalsekreterare Kofi Annan kommer överens med Iraks president Saddam Huseein om de fortsatta vapeninspektionerna.[1]
  - I Georgien friges en ur gisslan, uruguayanen Julio Navas.[1]
- 25 februari - I Georgien friges de sista ur gisslan, svensken Mårten Mölgård och uruguayanen Ronald Garcia, medan tjecken Jaroslav Kulisek lyckas fly ut i skogen från huset som kidnapparna belägrar.[1]
- 26 februari - 71-årige Valdas Adamkus blir Litauens nya president.[1]
- 27 februari - 68-rågie Zhu Rongji blir Kinas nya premiärminister efter avgående Li Peng.[1]

### Mars
- 2 mars - Svältdrabbade Nordkorea vädjar om internationell livsmedelshjälp.[1]
- 3 mars - Svenska regeringens satsning på generationsväxling, där cirka 10 000 långtidsarbetslösa i åldern 20-35 år, skulle ta över fasta anställningar från personer över 63 och uppåt som mot ersättning erbjöds sluta i förtid. Bara en i Östergötland och en i Västmanland har fått jobb.[1]
- 9 mars - Utrikesministrarna i Frankrike, Italien, Ryssland, Storbritannien, Tyskland och USA enas om bestraffningar mot Jugoslavien efter senaste veckans  blodiga händelser i Kosovo.[1]
- 10 mars - Augusto Pinochet, Chiles dåvarande diktator, avgår som Chiles överbefälhavare, och blir i stället senator i Chiles parlament på livstid.[1]
- 12 mars - Norge utvisar fem ryska diplomater för spioneri, och statsminister Kjell Magne Bondevik skjuter upp ett planerat besök till Moskva på obestämd tid.[1]
- 15 mars - Kathleen Willey berättar i TV-programmet "60 Minutes" att hon i Vita huset 1993 utsattes för "oönskade sexuella nämnanden" av USA:s president Bill Clinton.[1]
- 17 mars - 56-årige Uffe Ellenman-Jensen beslutar efter förra veckans valnederlag att avgå som ledare för Venstre.[1]
- 19 mars - Sveriges regering ger uppehållstillstånd i Sverige på de nära 1 000 kosovoalbaner som väntar på permanent uppehållstillstånd.[1]
- 20 mars - Stockholms finansborgarråd Mats Hulth (s), meddelar att han lämnar sin post i samband med svenska valet 1998.[1]
- 22 mars - Rysslands president Boris Jeltsin sparkar premiärminister Viktor Tjernomyrdin.[1]
- 24 mars - Lars Enqvist ersätter avlidne Leif Blomberg som Sveriges socialminister.[1]
- 26 mars - USA:s president Bill Clinton träffar under sin Afrikaturné Sydafrikas president Nelson Mandela.[1]
- 30 mars - 26 europeiska länders utrikesministrar diskuterar EU:s utvidgning i Bryssel.[1]

### April
- 1 april - Federala domaren Susan Webber Wright i Little Rock lägger ner åtalet mot USA:s president Bill Clinton, som anklagas för att ha sextrakasserat Paula Jones, i brist på bevis.[1]
- 3 april - Av humanitära skäl låter Utlänningsnämnden föräldralösa syskonen Brian och Faidha Okumu från Uganda, som tog sig till Sverige 1996, stanna i Sverige, stanna kvar.[1]
- 10 april - Fredsförhandlingarna i Nordirland får efter två år ett avgörande genombrott, då både katoliker och protestanter accepterar ett principavtal om en folkvald församling, som först måste stödjas av folkomröstningar i både Irland och Nordirland.[1]
- 13 april - Helena Nilsson, vice ordförande i Centerpartiet, meddelar att hon lämnar politiken och inte ställer upp i svenska valet 1998.[1]
- 14 april - Sveriges finansminister Erik Åsbrink presenterar Svenska regeringens vårbudget med orden "det går bra för Sverige".[1]
- 15 april - Lettlands regering avskaffar de medborgar- och språklagar som hindrat lettiska ryssar från att bli fullvärdiga medborgare efter självständigheten 1991.[1]
- 16 april - Sveriges riksdag röstar med siffrorna 231-39 ja till svenskt deltagande i Schengensamarbetet från år 2000.[1]
- 17 april - SPD utser Niedersachsens förre regeringschef, 54-årige Gerhard Schröder, till kanslerkandidat inför tyska valet 1998.[1]
- 18 april
  - I Danmark väljs 45-årige lantbrukaren Anders Fogh Rasmussen från Jylland till ny partiledare för Venstre efter Uffe Ellemann-Jensen.[1]
  - Skolpolitikerna i Höganäs kommun i Sverige tröttnar på 15-årig elevs skolk och tvingar hans föräldrar att betala 400 SEK i vite per vecka om han inte deltar i undervisningen.[1]
- 19 april
  - I Kina släpps 29-årige regimkritikern Wang Dan, en av ledarna mot massakern på himmelska fridens torg, ut ur fängelset av hälsoskäl, och sätts i flygplan för färd mot Detroit.[1]
  - I Österrike väljs sittande presidenten Thomas Klestil med bred marginal om på ännu en sexårsperiod.[1]
- 21 april - Sveriges regering utser socialdemokraten Lars Stjernkvist till generaldirektör för Integrationsverket.[1]
- 22 april
  - Dykare från svenska polisens Palmegrupp hittar en revolver under Vasabron i Stockholm efter trovärdigt tips, men revolvern visar sig inte kunna vara det vapnet.[1]
  - Centerpartiets vice ordförande Helena Nilsson utses till generaldirektör för Arbetarskyddsstyrelsen.[1]
- 24 april - 35-årige Sergej Kirijenko utnämns till ny Rysslands nye premiärminister.[1]
- 27 april - En halv miljon medlemmar av danska LO går ut i Danmarks största arbetskonflikt på 13 år och många butikshyllor gapar tomma, Sverige drabbas indirekt.[1]
- 29 april - Sveriges riksdag godkänner Amsterdamfördraget med röstsiffrorna 226-40. Utanför hålls protester.[1]

### Maj
- 1 maj - I Sverige minskar de socialdemokratiska första maj-demonstrationerna, samtidigt som allt fler högerextremister och nynazister försöker demonstrera. Vid Östermalmstorg i Stockholm griper polisen Ny demokratis ledare John Bouvin tillsammans med ett 30-tal nynazister för störande av ordningen.[1]
- 2 maj - EU beslutar på sitt toppmöte att införa EMU från 1 januari 1999.[1]
- 4 maj - Richard Holbrooke misslyckas med att medla i Cypernkonflikten, och spänningen mellan Grekland och Turkiet skärps.[1]
- 5 maj - Sveriges regering avslår en begäran från Lars Werner och C.-H. Hermansson att få del av sina personakter hos SÄPO.[1]
- 6 maj - På den danska storkonfliktens tionde dag ingriper Danmarks regering med en tvångslag som stoppar strejken.[1]
- 7 maj - Andelen kvinnor i styrelserna för Sveriges statliga myndigheter visar sig under 1997 varit 42%, en ökning med 12% sedan 1992 .[1]
- 14 maj - Kravallerna fortsätter i Jakarta i protest mot Indonesiens president Suharto.[1]
- 15 maj - I Sverige meddelas att Invandrarverkets nya metod att ta fingeravtryck på alla asylsökande avslöjat omfattande fusk. Av hittills 3 000 undersökta fall 1998 visar sig 400 (13 %) redan fått uppehållstillstånd i annat västeuropeiskt land än Sverige, eller tidigare sökt asyl under annat namn.[1]
- 21 maj - Indonesiens president Suhartoavgår efter omfattande protester.[1]
- 26 maj - Indonesiens regering ger fackföreningsrörelsen SBSI tillstånd att återverka som oberoende organisation, efter åtta år.[1]
- 28 maj - Sveriges högsta domstol avvisar RÅ:s resningansökan i Palmemålet då de nya indicier som lagts fram inte anses fällande dom.[1]

### Juni
- 2 juni
  - Zambias förre president Kenneth Kaundo, åtalad för "förtiande av förräderi", friges sedan åtalet dragits tillbaka.[1]
  - 26-åriga Maria Ermanno från Stockholm blir första kvinna att väljas till ordförande för Svenska freds- och skiljedomsföreningen.[1]
- 8 juni - Efter flera timmars debatt beslutar Sveriges riksdag med siffrorna 257-17 att skrota ATP och ersätta det med ett nytt pensionssystem för den som är född 1938 eller senare. 16 avstår från att rösta.[1]
- 9 juni - Nigerias styrande militärer utser general Abdulsalami Abubakar till ny president efter avlidne Sani Abacha.[1]
- 16 juni - Föreläsaren Dan Berner från den så kallade Matti-affären döms till en månads fängelse för hets mot folkgrupp. Karolina Matti fälls för medhjälp, men hennes dom är villkorlig.[1]
- 10 juni - Air France-piloterna avslutar sin strejk några timmar före VM i fotboll i Frankrike efter påtryckningar från Frankrikes regering samt sviktat stöd från allmänheten.[1]
- 18 juni - 57-årige Richard Holbrooke blir USA:s nye FN-ambassadör.[1]
- 22 juni - Sedan EU-parlamentarikernas arvode knutits till deltagande i omröstningar har deras röstande ökat visar statistik. I april 1998 deltog drygt 96% mot knappt 76% under motsvarande period 1997.[1]
- 23 januari - Svenska missionärerna Daniel och Paulina, som kidnappades av okända män i Dagestan 165 dagar tidigare, friges.[1]
- 26 juni - USA:s president Bill Clinton och hans hustru Hillary inleder ett nio dagar långt besök i Kina.[1]
- 27 juni - USA:s president Bill Clinton talar med Jiang Zemin i kinesisk TV om ämnen som massakern på Himmelska fridens torg.[1]

### Juli
- 2 juli - Japans regering övertar bankväsendet och inför ett saneringsprogram där krisbanker sätts under statlig kontroll för att så småningom avvecklas.[1]
- 30 juli - 61-årige Keizo Obuchi blir Japans premiärminister.[1]
- 28 juli - Monica Lewinsky får åtalseftergift av åklagaren Kenneth Star.[1]
- 30 juli - Europadomstolen i Strasbourg avslår gotländske företagaren Torgny Gustafssons begäran om resning i målet mot svenska staten i hans kamp för upprättelse då hans företag 1987 försattes i blockad då han vägrat teckna kollektivavtal.[1]

### Augusti
- 16 augusti - Schweiziska banker och judiska organisationer når en uppgörelse för kompensation av judiska tillgångar som nazisterna beslagtog under andra världskriget.[1]
- 23 augusti - Rysslands president Boris Jeltsin ger hela ryska regeringen sparken, och vill återinsätta den i mars 1998 avskedade premiärministern Viktor Tjernomyrdin.[1]
- 24 augusti - Efter 23 år har svenske socialdemokratiske så kallade "Sjukhusspionen" Jan Lindqvists lista över sjukvårdspersonal i Göteborg som förklaras som säkerhetsrisk publicerats. På listan står 30 namn över oförvitliga medborgare med sympatier.[1]
- 30 augusti - Rysslands tillföreträdande premiärminister Viktor Tjernomyrdin föreslår ett stabiliseringspaket som skall öka ryska parlamentets makt och minska presidentens. Men duman, med kommunisterna i spetsen, vägrar godkänna såväl pakten som Viktor Tjernomyrdin som ny premiärminister.[1]
- 31 augusti - Norges statsminister Kjell Magne Bondevik har sjukskrivit sig efter överansträngning, och tros vara första regeringschef i västvärlden att motivera en sjukfrånvaro med politiska motgångar.[1]

### September
- 6 september - I Salzburg framhåller EU-medlemsländenas utrikesministrar den att ekonomiska reformtakten i Ryssland varit alltför snabb, och ett villkor för fortsatt långivning blir starkare betoning av sociala frågor.[1]
- 7 september - Ryska statsduman röstar för andra gången nej till Viktor Tjernomydin  som ny premiärminister. Detta tvingar president Boris Jeltsin att leta ny kandidat, eller utmana parlamentet en tredje gång, vilket automatiskt skulle utlösa nyval.[1]
- 10 september - Rysslands president Boris Jeltsin får igenom kompromissförslaget Jevgenij Primakov till ny premiärminister.[1]
- 11 september - Åklagaren Kenneth Stats Lewinskyrapport presenteras.[1]
- 16 september - Europaparlamentet anklagar EU-kommissionen för att försöka mörklägga interna bedrägerier, biståndspengar för cirka 20 miljoner SEK till fältinsatser i Bosnien och Hercegovina och Rwanda misstänks i stället ha hamnat hos administrationen i Bryssel.[1]
- 22 september - Rysslands premiärminister Jevgenij Primakov utser 49-årige Valentina Matvijenko till vice premiärminister.[1]
- 24 september - Norges statsminister Kjell Magne Bondevik är tillbaka på jobbet efter tre veckors sjukskrivning.[1]
- 25 september - I Sverige hoppar Folkpartiets ekonomiske talesman Carl B. Hamilton av från Sveriges riksdag, fem dagar efter att han valts in, och återgår till jobbet som chefsekonom på Svenska Handelsbanken, vilket leder till debatt om detta är rätt mot väljarna.[1]
- 28 september - Albaniens premiärminister Fatos Nano avgår och ersätts av 30-årige Pandels Majko, som leder Socialpartiets parlamentsgrupp.[1]

### Oktober
- 5 oktober - Nyvalda Sveriges riksdag påbörjar sitt arbete, och är med 199 män och 150 kvinnor världens mest jämställda parlament.[2]
- 6 oktober - Sveriges statsminister Göran Persson presenterar sin ommöblerade regering)".[2]
- 7 oktober - Stora protester hålls i Ryssland mot den ekonomiska politiken, och krav på president Boris Jeltsins avgång.[2]
- 9 oktober - I Italien förlorar premiärminister Romano Prodi och hans center-vänsterregering en förtroendeomröstning i parlamentet, och tvingas avgå efter 28 månader.[2]
- 17 oktober - På begäran av spansk domstol griper brittisk polis Chiles förre president Augusto Pinochet vid ett sjukhus i London, sedan hans militärjunta under åren 1973-1990 mördat spanska medborgare i Chile.[2]
- 18 oktober - Gripandet av Chiles förre president Augusto Pinochet leder till protester i Chile från båda sidor.[2]
- 20 oktober - Vänsterdemokraten och exkommunisten Massimo D'Alema bildar koalitionsregering i Italien.[2]
- 25 oktober - På toppmötet i Pörtsbach föreslår Tony Blair att EU-medlemsländena agerar militärt tillsammans.[2]
- 26 oktober - Sveriges socialminister Aners Sundström lämnar Sveriges regering och flyttar hem till Piteå för att bli VD i Pitedalens sparbank.[2]
- 27 oktober - Gerhard Schröder tillträder formellt som Tysklands förbundskansler. Vicekansler och utrikesminister är 50-årige Joschka Fischer från die Grünen.[2]
- 28 oktober - I Sydafrika pekar Sanningskommissionen även ut ANC för grova brott mot de mänskliga rättigheterna, bland annat genom tortyr och avrättning i militära ANC-lägren. ANC försöker stoppa kommissionens slutrapport, men misslyckas.[2]

### November
- 10 november - Tysklands förbundskansler Gerhard Schröder utlovar sin regeringsförklaring en ekonomisk politik som varken är höger eller vänster utan "modern".[2]
- 11 november - Zimbabwe drabbas av generalstrejk  mot utbredd korruption och president Robert Mugabes åtstramningar.[2]
- 13 november - USA:s president Bill Clinton betalar Paula Jones 850 000 US-dollar för att slippa rättegång om sexuella trakasserier.[2]
- 21 november - EU ger Italien sitt stöd då Turkiet kräver att Italien utlämnar PKK-ledaren Abdullah Öcalan.[2]
- 25 november - Sveriges riksdag beslutar att låta Sveriges riksbank i fortsättningen ensam få bestämma om Sveriges penningpolitik.[2]
- 26 november - Storbritanniens högsta domstol slår fast att Chiles tidigare president Augusto Pinochet inte är immun mot åtal utanför Chile.[2]
- 27 november - Bulgariens parlament röstar med stor majoritet för att avskaffa dödsstraffet.[2]

### December
- 4 december - USA:s utrikesminister Madeleine Albright erkänner att USA under kalla kriget begick "fruktansvärda misstag", som då man stödde  kuppledaren Augusto Pinochet i Chile.[2]
- 5 december - PLO-ledaren Yassir Arafat blixtbesöker Sverige till 10-årsminnet av Stockholmsdeklarationen där PLO erkände staten Israels existensrätt.[2]
- 10 december - FN firar 50-årsdagen av deklarationen om de mänskliga rättigheterna med galaceremoni i Paris  och högtidstal i New York.[2]
- 19 december - USA:s representanthus beslutar att ställa USA:s president Bill Clinton inför riksrätt, anklagad för "mened och hindrande av rättvisan" i Lewinskyfallet.[2]
- 21 december - I Peking döms en regimkritiker till 13 års fängelse för att ha försökt bilda ett politiskt parti, och veckan därpå döms en annan man till 11 års fängelse för samma sak.[2]
- 22 december - Litauens parlament röstar med siffrorna 76-3 för att avskaffa dödsstraffet, och hoppas på så vis få det lättare att komma in i EU.[2]
- 25 december - Sveriges kung Carl XVI Gustaf nämner i sitt årliga jultal att Sverige har stora möjligheter som "multietniskt land".[1]
- 26 december - Enligt SIFO är KD:s Alf Svensson den svenske partiledare som svenska folket har störst förtroende för, 56% uppger sitt förtroende för honom, tvåa är Moderaternas Carl Bildt med 49%.[1]

## Val och folkomröstningar
- 28 februari - Vid parlamentsvalet i Indien blir hindunationalistiska BJP största parti.[1]
- 11 mars - Vid folketingsvalet i Danmark behåller socialdemokraterna med statsminister Poul Nyrup Rasmussen regeringsmakten med ett mandat. Dansk Folkeparti, som grundades 1995 och beskrivs som främlingsfientligt, kommer in för första gången och får 13 mandat.[1]
- 30 april - Färöiska lagtingsvalet blir stor framgång för de partier som vill utöka självstyret.[1]
- 3 maj - Vid fyllnadsval i Toulon i Frankrike förlorar Front National sitt enda mandat i nationalförsamlingen.[1]
- 17 maj - Generalen Aleksandr Lebed vinner guvernörsvalet i Krasnojarsk i Ryssland.[1]
- 22 maj - Både Irlands och Nordirlands folk säger i folkomröstning  ja till ett fredsavtal för Nordirland.[1]
- 24 maj - Efter förlust i ungerska parlamentsvalet tvingas socialisterna ledda av förre kommunisten Gyula Horn lämna ifrån sig regeringsmakten. Ny regeringschef blir 34-årige Viktor Orbán, ledare för liberalkonservativa partiet Fidesz som går framåt i valet.[1]
- 28 maj - Danmark godkänner vid en folkomröstning Amsterdamfördraget.[1]
- 31 maj - Montenegro går till parlamentsval som resulterar i klar seger för Milo Đukanović, vilket blir ett bakslag för Slobodan Milošević och kan leda till serbisk-montenegrinsk skilsmässa.[1]
- 7 juni - Schweiz säger i folkomröstning nej till att förbjuda genmanipulation av försöksdjur.[1]
- 19 juni - Vid nyvalet till Tjeckiens parlament får CSSD 32% och kan bilda första vänsterregeringen sedan kommunisterna sopades bort från makten i Tjeckoslovakien 1989. Ny premiärminister blir 53-årige Miloš Zeman.[1]
- 21 juni - Nylliberale oppositionskandidaten Andrés Pastrana vinner presidentvalet i Colombia.[1]
- 13 juli - Japans premiärminister Ryutaro Hashimoto meddelar att han avgår då LDP gått tillbaka i gårdagens parlamentsval.[1]
- 20 september - Sverige, vid riksdagsvalet går SAP kraftigt tillbaka, medan KD och Vänsterpartiet går kraftigt framåt.[1]
- 26 september - Slovenien går till parlamentsval där premiärministern Vladimir Medicar förlorar.[1]
- 27 september - Tyskland går till förbundsdagsval, som blir en seger för Gerhard Schröder SPD medan Helmut Kohl (CDU) får lämna regeringsmakten.[1]
- 3 oktober - Australien går till parlamentsval, där John Howard och hans borgerliga regeringskoalition behåller makten. Valet blir dock ett uppsving för Labourpartiet.[2]
- 4 oktober - Brasilien går till presidentval, där 67-årige Fernando Henrique Cardoso blir förste brasilianske president att återväljas.[2]
- 1 november - Makedonien går till parlamentsval, där socialdemokraterna förlorar mot en högerkoalition stödd av Makedoniens albanska partier.[2]
- 8 november - Nya Kaledoniens befolkning röstar i folkomröstning för ökat självstyre.[2]
- 15 november - Okinawa går till guvernörsval, som blir ett bakslag för de som vill ha bort USA:s militärbaser från ön.[2]
- 29 november - Schweiz säger i folkomröstning nej till total legalisering av narkotika.[2]
- 14 december - Puerto Rico säger i folkomröstning nej till att bli USA:s 51:a delstat.[2]

## Organisationshändelser
- 7 januari - I Luleå väljs Gudrun Schyman om som Vänsterpartiets ordförande på en tvåårsperiod.[1]
- 2 april - Olof Johansson meddelar att han inte ställer upp till omval som ledare för Centerpartiet.[1]
- 28 maj - Ann-Marie Otter avgår som generalsekreterare för Svenska Amnesty efter ett halvår, då hon menar ha utsatts för "kvalificerad mobbning" av styrelsen. Ordföranden Jesús Alcalá hävdar att hon aldrig behärskat sitt jobb i organisationen.[1]
- 9 maj - Juristen och debattören Jesús Alcalá väljs till ny ordförande för Svenska Amnesty vid årsmötet i Växjö.[1]
- 14 juni - Olof Johansson avgår som partiledare för Centerpartiet och efterträds av Lennart Daleus under stämman i Sundsvall.[1]
- 7 november - Helmut Kohl slutar som CDU-ledare efter 25 år och ersätts av 56-årige Wolfgang Schäuble.[2]

## Avlidna
- 1 januari – Haxhi Lleshi, Albaniens president 1953–1982.
- 2 mars - Leif Blomberg, 57, svensk socialdemokratisk politiker, SSU-ledare och Sveriges utrikesminister.[1]
- 14 mars – Abdul Rahman al-Iryani, Jemens president 1967–1974.
- 16 april - Pol Pot, 73, kambodjansk ledare för Röda khmererna under 1970-talet.[1]
- 23 april – Konstantinos Karamanlis, Greklands president 1980–1985 och 1990–1995.
- 18 maj - Odd Engström, 56, svensk socialdemokratisk politiker.[1]
- 29 maj - Barry Goldwater, amerikansk presidentkandidat 1964
- 8 juni – Sani Abacha, Nigerias president 1993–1998.
- 20 november - Galina Starovojtova, rysk parlamentsledamot (mördad).[2]

### Fotnoter
1. 1 2 3 4 5 6 7 8 9 10 11 12 13 14 15 16 17 18 19 20 21 22 23 24 25 26 27 28 29 30 31 32 33 34 35 36 37 38 39 40 41 42 43 44 45 46 47 48 49 50 51 52 53 54 55 56 57 58 59 60 61 62 63 64 65 66 67 68 69 70 71 72 73 74 75 76 77 78 79 80 81 82 83 84 85 86 87 88 89 90 91 92 93 94 95 96 97 98 99 100 101 102 103 104 105 106 107 108 109 110 111 112 113 114 115 116 117 118 119 120 121 122 123 124 125 126 127 128 129 130 131 132   När Var Hur 1999. Forum
2. 1 2 3 4 5 6 7 8 9 10 11 12 13 14 15 16 17 18 19 20 21 22 23 24 25 26 27 28 29 30 31 32 33   När Var Hur 2000. Forum